# Audi A8
Audi A8 je luxusní automobil německé automobilky Audi sídlící v Ingolstadtu. Výroba probíhá od roku 1994. Jeho hlavními konkurenty jsou BMW 7 a Mercedes-Benz S. Vyráběla se také verze A8L prodloužená o 13 cm. Odvozené Audi S8, které je v prodeji od roku 1997 je sportovnějším modelem.

## D2 (Typ 4D, 1994-2002)
Celá karoserie je vyrobena z hliníku za použití hliníkového příhradového rámu – Audi Space Frame, který značně snižuje hmotnost vozu, zvyšuje tuhost karoserie, zajišťuje vysokou bezpečnost vozidla a v neposlední řadě nepodléhá korozi, jako konvenční ocelové karoserie jiných výrobců. Kvalita materiálů a lícování je u tohoto vozu na velmi vysoké úrovni. Původně začínala nabídka s motory 2.8 (128 kW) a 4.2 (220 kW). O rok později se objevil motor 3.7 (169 kW). V roce 1996 byl motor 2.8 upraven na výkon 142 kW. První S8 dostalo do vínku také motor 4.2, upravený na výkon 250 kW. Od roku 1998 je v nabídce dieselový motor TDI o objemu 2.5 a výkonu 110 kW a o rok později byly všechny zážehové motory přepracovány a byl zvýšen výkon. V roce 2000 byl upraven i vznětový agregát na výkon 132 kW a objevil se i nový 3.3 TDI o výkonu 165 kW. V roce 2001 doplnil nabídku benzínových jednotek motor 6.0 o výkonu 309 kW. O rok později přišla na trh druhá generace.
V roce 1997 byl na autosalonu v Ženevě představen prototyp Audi A8 Coupé. Ten se však do výroby nikdy nedostal. Mělo jít o konkurenta pro vůz BMW 8.
Vůz byl osazován motory od šestiválců až po dvanáctiválce.

### Rozměry
- délka – 5034 mm (pro prodlouženou verzi 5164 mm)
- šířka – 1880 mm
- výška – 1420–1438 mm
- rozvor – 2880 mm (pro prodlouženou verzi 3010 mm)
- hmotnost – 1460–1950 kg
- objem zavazadlového prostoru – 0,525 m³

### Technická data motoru 4.2 V8
Zážehový vidlicový osmiválec o objemu 4172 cm³, měl v tomto modelu z počátku 220kW a odvozená sportovnější verze (S8) byla vyladěna na 250kW při vyšších otáčkách. Při přechodu na 5-tiventilový rozvod v roce 1999 došlo k navýšení výkonu na 228kW (A8) a 265kW (S8). Nejvyšší rychlost byla 250 km/h (elektronicky omezena). Zrychlení z 0 na 100 km/h za 5.5s (265kW) – 6.9s (220kW). Automatická pětistupňová či manuální šestistupňová převodovka. Pohon všech kol.
Dále byly v nabídce menší V8 s objemem 3.7L a koncernový V6 s objemem pouze 2.8L, který se na tak velké a těžké auto moc nehodí.
Motor 3.7 V8 byl na přání i s pouze předním náhonem, do roku 1999 měl 32 ventilů a 169kW a po přechodu na 5V techniku měl 40 ventilů a výkon navýšen na 191kW.
Koncernový motor 2.8 V6, známý z mnoha jiných vozidel VW/Audi/Seat/Škoda byl na přání i s pouze předním náhonem, začal na 128kW a po přechodu na 5V techniku byl výkon navýšen na 142kW.
Motory po modernizaci v roce 1999 mají na plastovém krytu motoru napsáno "5V".
Pro zájemce o naftu byl v nabídce 2.5/V6 s výkonem pouze 110kW, který měl s tak velkým a těžkým vozem opravdu hodně práce, což se podepsalo na spotřebě i spolehlivosti. Po modernizaci v roce 1999 se objevila v nabídce podstatně spolehlivější verze 2.5/132kW, ale pro mnoho zájemců o diesel to bylo stále málo, tak se nabídka rozšířila o diesel 3.3/V8 s výkonem 165kW.

## D3 (Typ 4E, 2002-2009)

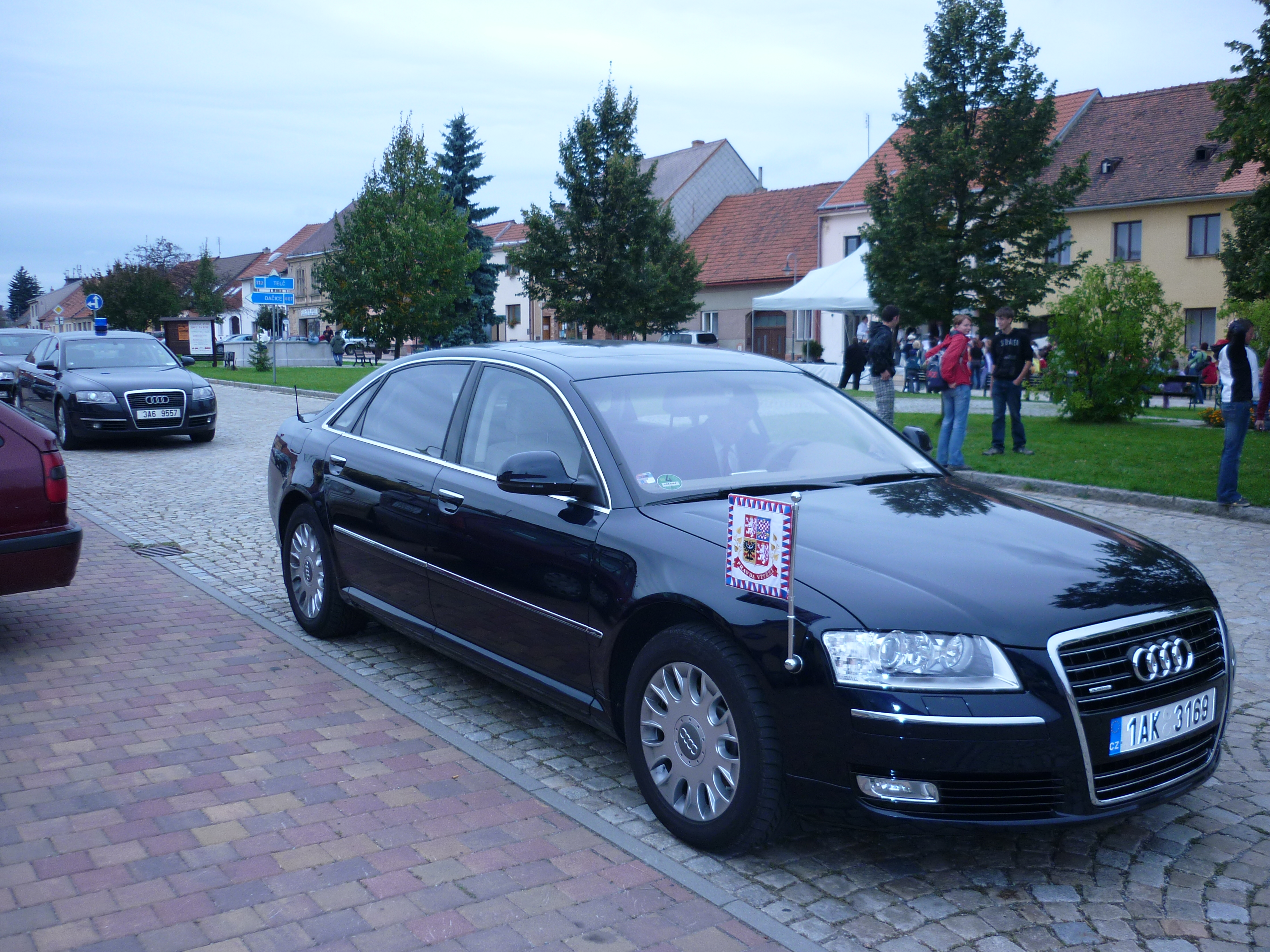
Audi A8 4.2 Quattro v úpravě pro prezidenta republiky

Na přelomu září a října roku 2002 byl představen na mezinárodním pařížském autosalonu (neboli Mondial de L’Automobile) model A8, postavený na koncernové platformě Volkswagen Group s názvem D3. Oproti předchůdci byl větší ve všech rozměrech. Nabízela se pouze verze se šestistupňovou automatickou převodovkou.

### Motory

#### Benzínové
- 2.8 FSI V6
- 3.2 FSI V6
- 3.7 FSI V8
- 4.2 MPI V8
- 4.2 FSI V8
- 6.0 W12

#### Dieselové
- 3,0 V6 TDI
- 4,0 V8 TDI
- 4,2 V8 TDI

### Rozměry
- Rozvor – krátká: 2944 mm, dlouhá: 3074 mm
- váha – 1670−1990 kg

### Verze S8

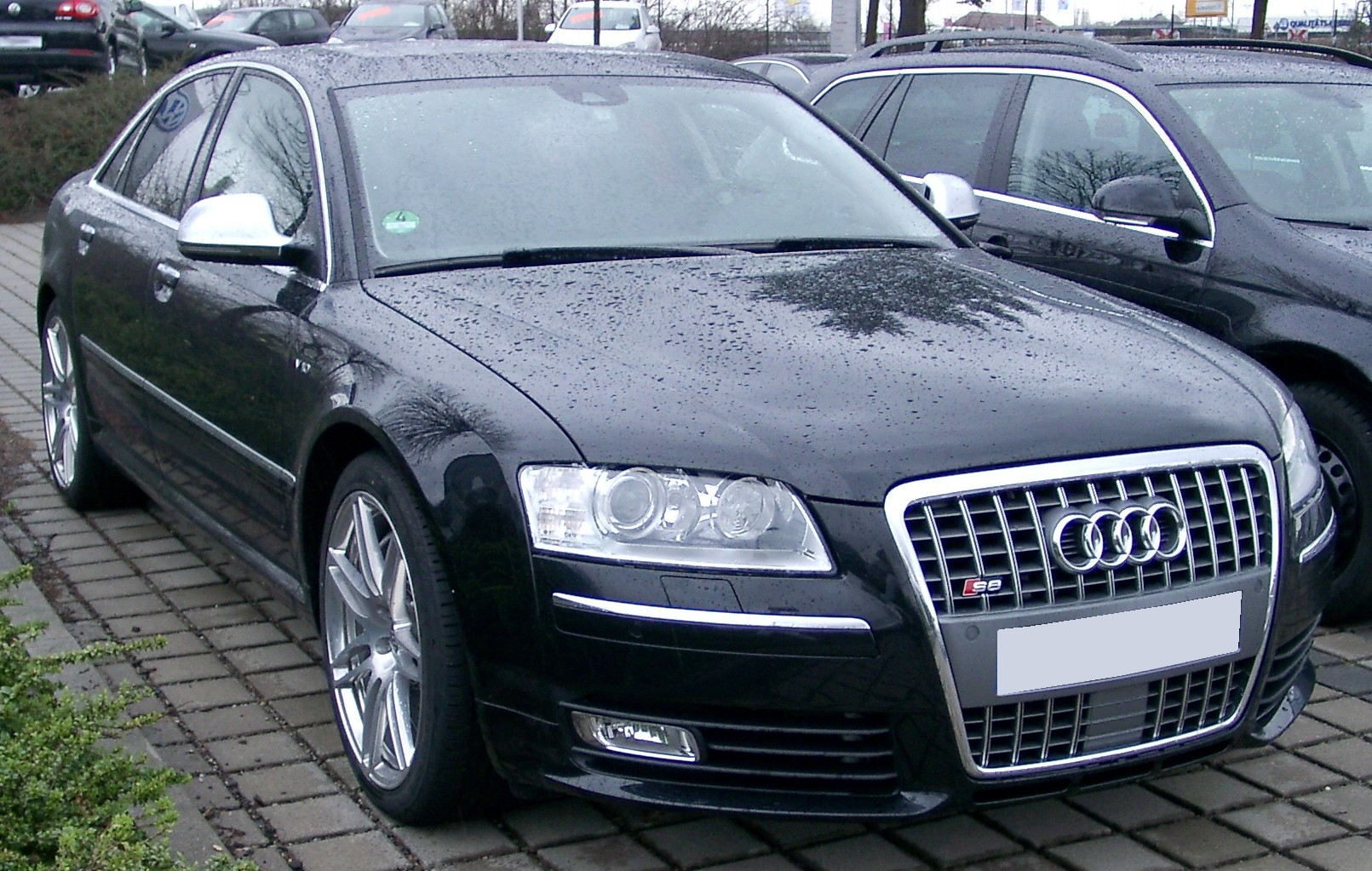
S8 druhé generace

Pod kapotou je použit desetiválcový motor o objemu 5.2 litru původem z Lamborghini. Motor, jehož dvě řady válců svírají úhel 90°, byl pro potřeby velké limuzíny vyladěn na nižší výkon a vyšší točivý moment a byl lehce přepracován. Především se zvýšilo vrtání (z 82,5 na 84,5) a palivo do válců dopravuje přímé vstřikování FSI. Maximálního výkonu 450 koní dosahuje Audi S8 v 7000 ot./min. K dosažení nejvyššího točivého momentu 540 Nm stačí 3500 ot./min. Elektronický omezovač je nastaven na 250 km/h. Vozidlo je vybaveno nejmodernější verzí pohonu všech kol Quattro. Od sériové verze ji odlišuje znak na masce a víku kufru, spojler, chromovaná mřížka chladiče a čtyři koncovky výfuku.

## D4 (Typ 4H, 2010-současnost)
Třetí generace se vyrábí od roku 2010.
Motory
- Benzínové: 3,0L V6 TFSI; 4,2L V8 FSI; 4,0L V8 TFSI; 6,3L W12 FSI
- Dieselové: 3,0 V6 TDI; 4,2 V8 TDI

## Zajímavosti
Audi A8L si zvolil bývalý prezident Václav Klaus (2003-2013), který sice říkal, že český prezident by měl jezdit v českém voze, ale sám před hradním Škoda Superb první generace dával právě přednost vozu Audi, který prý tolik „nedrncal“.